# Winamp
Winamp je program sloužící k přehrávání audio souborů. Byl vyvinut společností Nullsoft, první verzi vytvořil Justin Frankel v roce 1997.

## Historie programu
V roce 1996 začal programátor Justin Frankel tvořit hudební přehrávač pro systém Windows 95 / Windows NT 4.0, který by překonal všechny soupeře a přinesl sjednocující platformu pro hudební formát MP3. Brzy jeho program získal jméno WinAmp a stal se hlavním produktem čerstvě založené firmy Nullsoft. Slavnostní okamžik startu první finální verze proběhl 7. června 1997 a od toho okamžiku získával postupně milióny nových uživatelů. V roce 1999 Nullsoft stojící za Winampem koupilo AOL za 80 milionů dolarů. V roce 2002 vyšla třetí řada, která již nebyla tak skvělá jak bylo očekáváno. V roce 2005 měl 52 milionů uživatelů. Následovaly další verze Winampu, ty ovšem byly terčem kritiky, jelikož instalace začala nabízet toolbary a jiný nevyžádaný software, pokud uživatel použil automatickou instalaci. Zkušenější uživatel musel pečlivě při instalaci sledovat jednotlivá zatržítka, než došlo k samotné instalaci programu. Autoři tak tímto získali příjem pro vývoj programu, postupem času začal vývoj major verzí stagnovat a vycházely především servisní vydání.
Společnost AOL, pod kterou od roku 1999 spadal program Winamp se rozhodla ho zrušit k 20. prosinci 2013. Své rozhodnutí přitom nijak nechtěla komentovat. Jedním z důvodu může pokles příjmů, příčinou může být nástup streamování hudby (Grooveshark, YouTube) a celkový ústup mp3 do pozadí, spolu s alternativami k programu Winamp. Vývoj programu po tomto datu bude pozastaven, to neznamená ovšem, že přehrávač nelze využívat i nadále.
Fanoušci Winampu vytvářeli internetové petice pro zachování vývoje či uvolnění jeho zdrojového kódu. AOL k tomu nepřistoupila, nicméně 17. ledna 2014 oficiálně prohlásila belgická společnost Radionomy, že odkupuje Winamp spolu s platformou online rádií SHOUTCAST.

## První verze programu
Z dnešního pohledu je tato první verze samozřejmě velmi chudá a nemotorná:
- Nabízel jen hlavní okno se základními funkcemi. Zcela chybí regulace vyvážení a 3 tlačítka pro otevření skladby, playlist a equalizer.
- Samotný Playlist sice nechyběl, ale nabízel velmi málo funkcí a nepřirozený design.
- Také Equalizer nechyběl, ale jeho možnosti jsou dnes už jen legrační.
- Absolutně nulová podpora oblíbených skinů. Ta se objevila až ve verzi 1.8.

## Požadavky na výkon počítače
Minimální konfigurace
- 500 MHz Pentium III nebo kompatibilní
- 256 MB RAM
- 20 MB volného místa na pevném disku
- 16bitová zvuková karta
- Windows 2000 SP4 nebo novější
- DirectX 9.0c (pro sledování videí Milkdrop vis)
- Internet Explorer 5.01 nebo novější (pro Online Servis)
- Alespoň 1x rychlostní nebo lepší CD vypalovačku (vyžadováno k vypalování hudby na CD)
- Alespoň 2x rychlostní nebo lepší CD-ROM mechaniku (vyžadováno pro převod Audio-CD do formátu MP3)

Doporučená konfigurace
- 1,5 GHz Pentium 4 nebo kompatibilní
- 500 MB RAM nebo více
- 50 MB volného místa na pevném disku
- 24bitová zvuková karta
- Windows XP SP3 nebo novější
- Internet Explorer 6.0 nebo lepší (pro veškeré Online doplňky)
- Alespoň 8x rychlostní nebo lepší CD vypalovačku (vyžadováno k vypalování hudby na CD)
- Alespoň 16x rychlostní nebo lepší CD-ROM mechaniku (vyžadováno pro převod Audio-CD do formátu MP3)